# Средноквадратично отклонение
Средноквадратичното отклонение /СКО/ (на английски: root-mean-square deviation, RMSD) или средноквадратичната грешка /СКГ/ е често използвана мярка за разликите между стойности (стойности на извадка или съвкупност), прогнозирани от модел или статистическа оценка, и реално наблюдаваните стойности.
СКО представлява квадратен корен от квадрата на дисперсията на разликите между прогнозираните стойности и наблюдаваните стойности или средната квадратична стойност на тези разлики. Тези отклонения се наричат остатъци, когато изчисленията се извършват върху извадката от данни, която е била използвана за оценка, и се наричат грешки (или грешки при прогнозиране), когато се изчисляват извън извадката. СКГ служи за обединяване на величините на грешките в прогнозите за различни точки от данни в единна мярка за предсказваща сила. СКГ е мярка за точност за сравняване на грешки при прогнозиране на различни модели за определен набор от данни, а не между набори от данни, тъй като зависи от мащаба. 
СКО винаги е неотрицателно и стойност 0 (почти никога не се постига на практика, би означавало перфектно съответствие с данните). Като цяло, по-ниско RMSD е по-добро от по-високо. Сравненията между различни типове данни обаче биха били невалидни, тъй като мярката зависи от мащаба на използваните числа.
СКГ е корен квадратен от средната стойност на квадратичните грешки. Ефектът от всяка грешка върху СКГ е пропорционален на размера на квадратичната грешка; следователно по-големите грешки имат непропорционално голям ефект върху СКГ. Следователно СКГ е чувствителна към отклонения. 

## Формула
СКО на оценката {\displaystyle {\hat {\theta }}} по отношение на оценения параметър {\displaystyle \theta } се определя като корен квадратен от средната квадратична грешка (CKГ):
{\displaystyle \operatorname {CKO} ({\hat {\theta }})={\sqrt {\operatorname {CKG} ({\hat {\theta }})}}={\sqrt {\operatorname {E} (({\hat {\theta }}-\theta )^{2})}}.}
За безпристрастна оценка СКО е корен квадратен от дисперсията, известна като стандартно отклонение.
СКО на {\displaystyle T} стойности на регресионно зависимата променлива {\displaystyle y_{t},}, спрямо прогнозираните стойности {\displaystyle {\hat {y}}_{t}} за моменти t, се изчислява като корен квадратен от средната стойност на квадратите на отклоненията:
{\displaystyle \operatorname {CKO} ={\sqrt {\frac {\sum _{t=1}^{T}({\hat {y}}_{t}-y_{t})^{2}}{T}}}.}
За регресии на кръстосани данни индексът t се заменя с i, а T се заменя с n.
В някои дисциплини СКО се използва за сравняване на разликите между две неща, които могат да варират, нито едно от които не се приема като „стандарт“. Например, когато се измерва средната разлика между два времеви реда {\displaystyle x_{1,t}} and {\displaystyle x_{2,t}}, формулата става
{\displaystyle \operatorname {CKO} ={\sqrt {\frac {\sum _{t=1}^{T}(x_{1,t}-x_{2,t})^{2}}{T}}}.}